# Pityohyphantes minidoka
Pityohyphantes minidoka är en spindelart som beskrevs av Chamberlin och Ivie 1943. Pityohyphantes minidoka ingår i släktet Pityohyphantes och familjen täckvävarspindlar. Inga underarter finns listade i Catalogue of Life.